# Heo Kwang-hee

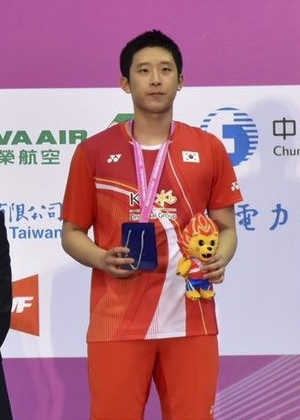
Heo Kwang-hee, 2019

Heo Kwang-hee (kor. 허광희; * 11. August 1995 in Daejeon) ist ein südkoreanischer Badmintonspieler.

## Karriere
Heo Kwang-hee startete bei den Badminton-Juniorenweltmeisterschaften 2012 und 2013 sowie bei den Junioren-Badmintonasienmeisterschaft 2012 und 2013. In Asien gewann er 2012 Bronze mit dem Team, bei der WM 2013 wurde er Weltmeister im Einzel. Beim German Juniors 2012 und beim Malaysian Juniors 2013 wurde er jeweils Dritter. Weitere Starts folgten bei den Thailand Open 2013 und dem Korea Grand Prix Gold 2013.
Beim Thomas Cup 2016 in Kunshan gewann er mit dem Herrenteam ebenso Bronze wie bei den Asienmeisterschaften 2016 und 2018.